# Melittia moluccaensis
Melittia moluccaensis is een vlinder uit de familie wespvlinders (Sesiidae), onderfamilie Sesiinae.
Melittia moluccaensis is voor het eerst wetenschappelijk beschreven door Hampson in 1919. De soort komt voor in het Oriëntaals gebied.